# Polygonatum verticillatum
Polygonatum verticillatum là một loài thực vật có hoa trong họ Măng tây. Loài này được (L.) All. miêu tả khoa học đầu tiên năm 1785.

## Hình ảnh

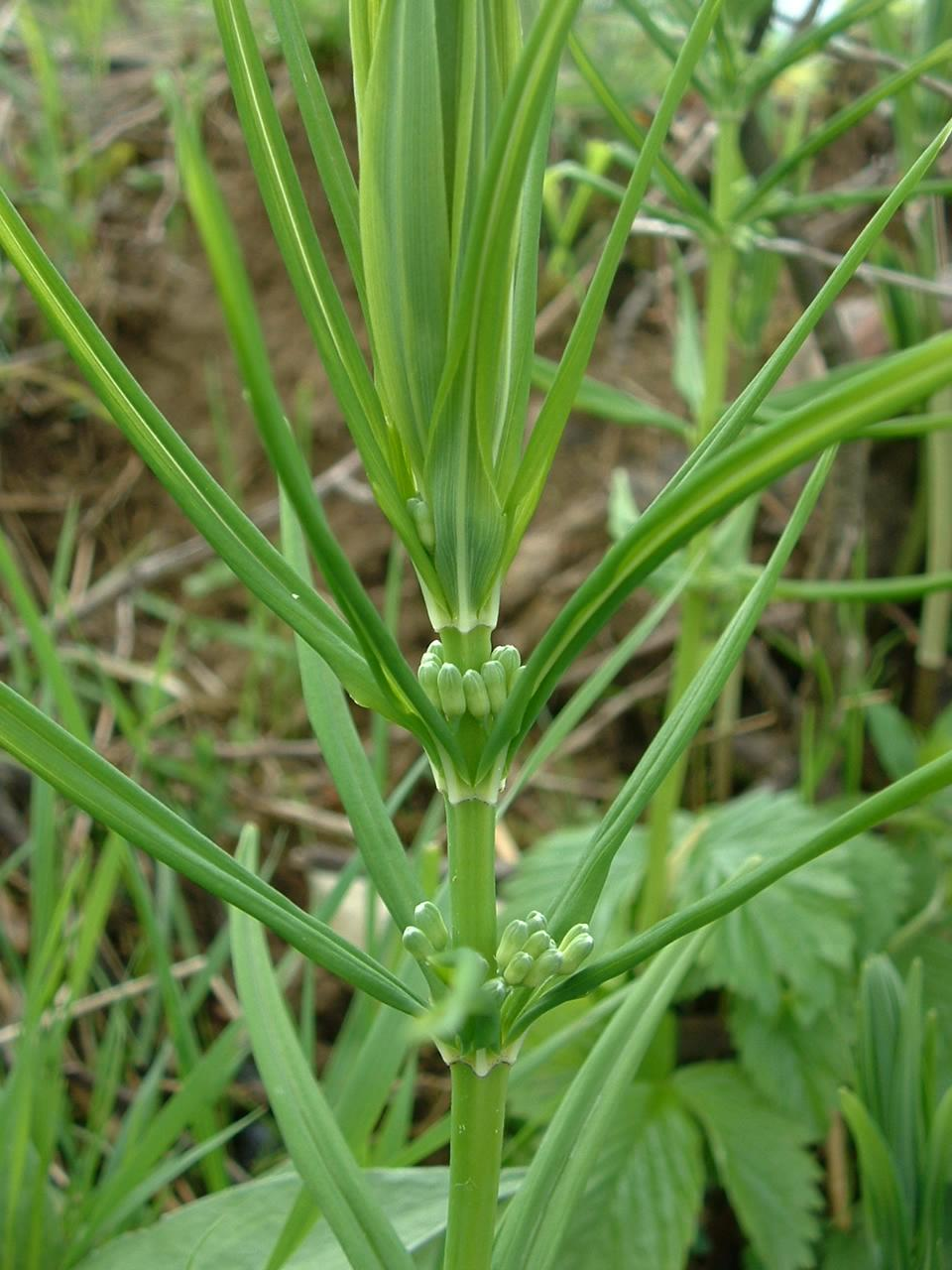
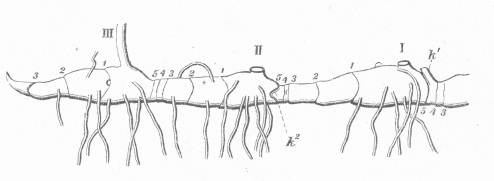
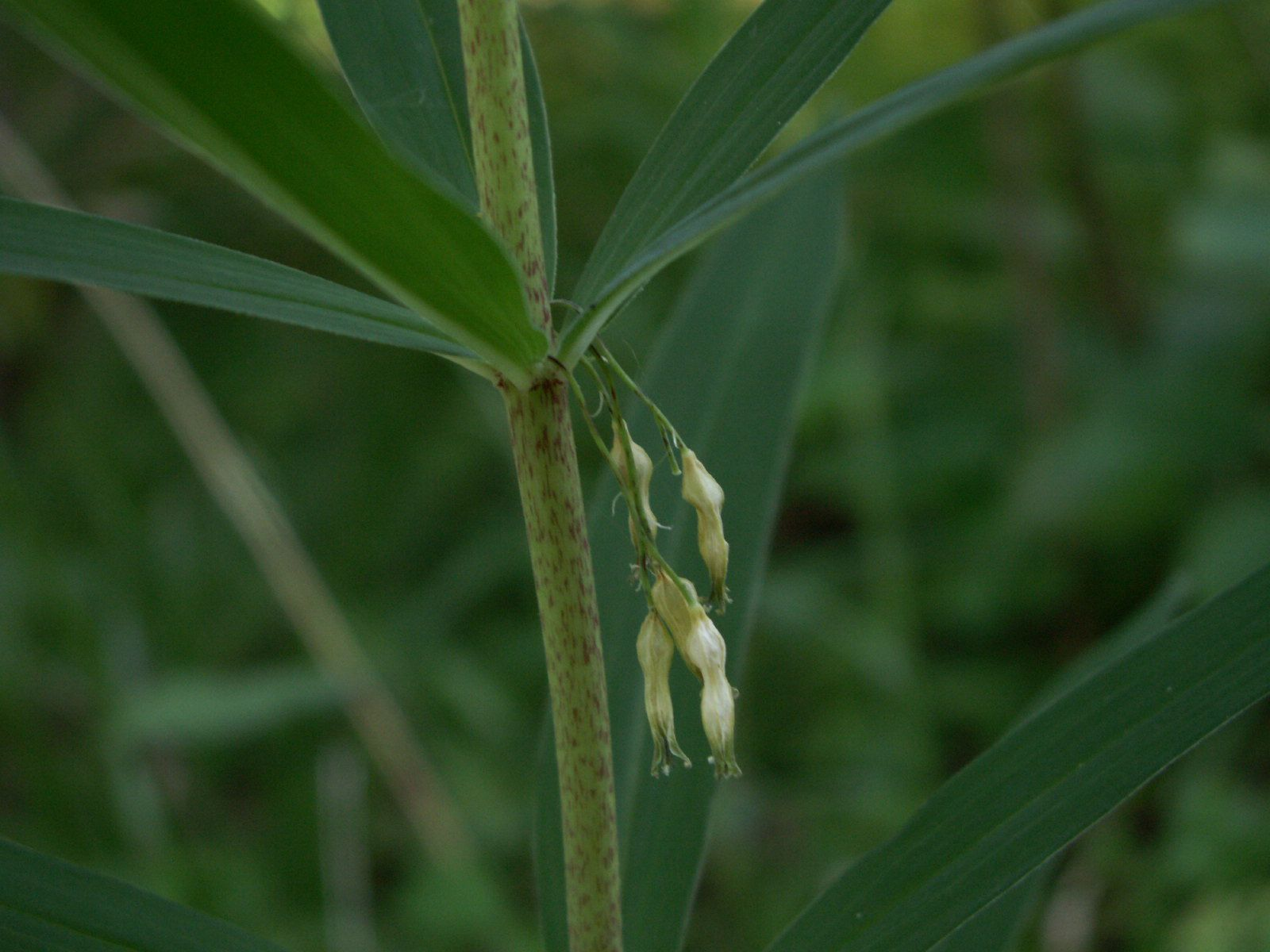
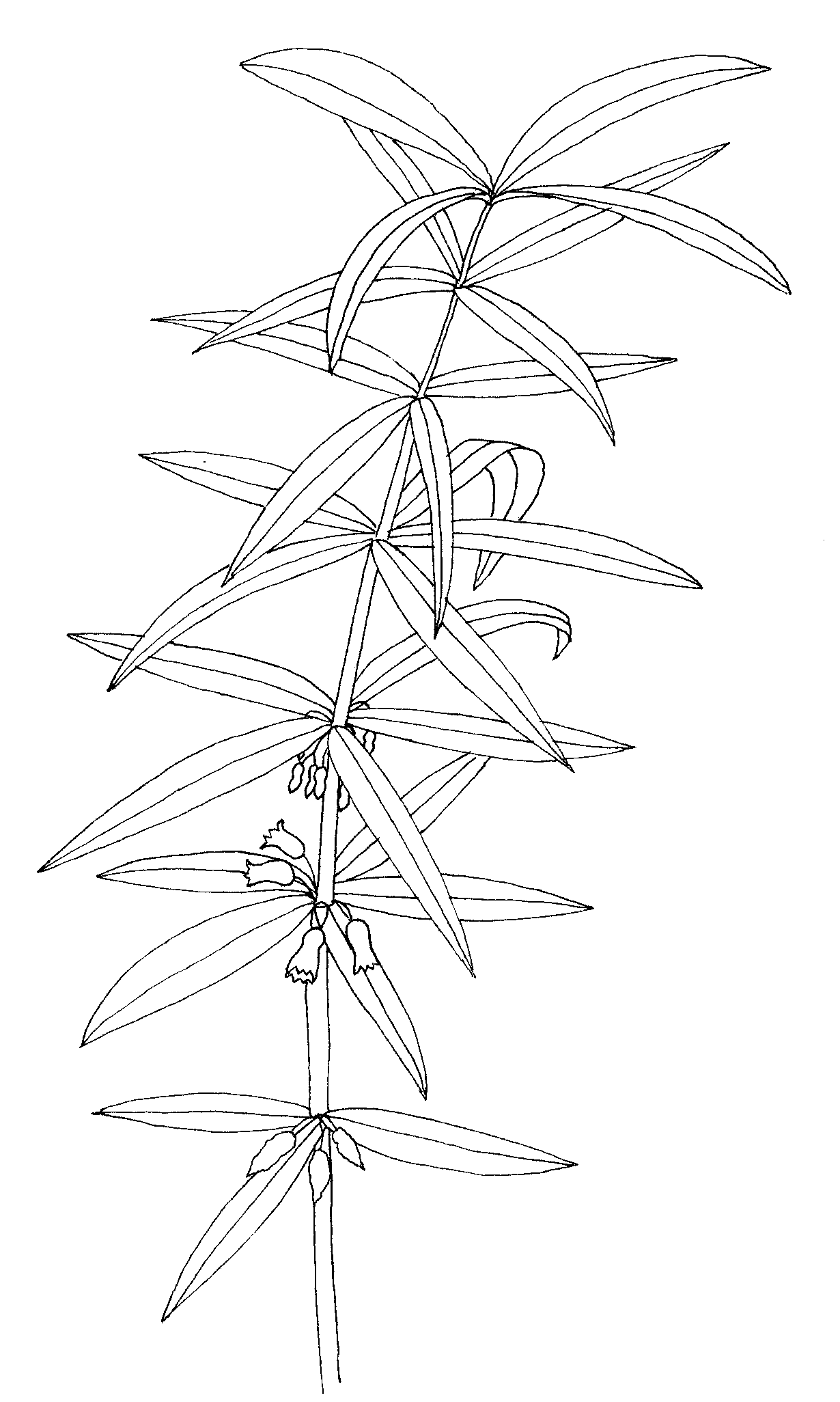